# Чемпионат Мозамбика по футболу
Чемпионат Мозамбика по футболу — высшая лига Мозамбика, контролируемая Федерацией футбола Мозамбика. Лига основана в 1976 году после обретения страной независимости, но в розыгрыше на тот момент приняли участие только пять команд: Académica Maputo, AD Pemba, Desportivo de Maputo, Desportivo Tete, and Textáfrica.

## Формат чемпионата
Лига содержит 14 клубов, которые встречаются между собой на гостевых и домашних полях по разу за сезон. В общей сложности проводятся 26 матчей, по окончании которых три клуба набравшие меньшее количество очков покидают лигу и переходят во 2-й дивизион. В настоящее время чемпионат проходит с марта—апреля по октябрь.

## Выигранные титулы по клубам
| Клуб                   | Кол-во титулов |
| ---------------------- | -------------- |
| Ферровиариу ди Мапуту  | 10             |
| Кошта ду Сул           | 9              |
| Дешпортиву ди Мапуту   | 6              |
| Машакене               | 5              |
| Лига Дешпортива        | 4              |
| Мачеде ди Мапуту       | 2              |
| Ферровиариу ди Нампула | 1              |
| Текстафрика            | 1              |
| Текстил Пунгуе         | 1              |
| Ферровиариу да Бейра   | 1              |
| Сунгу                  | 1              |